# John Nesbitt
John Nesbitt (ur. 23 sierpnia 1910 w Victorii w Kanadzie, zm. 10 sierpnia 1960 w Carmel-by-the-Sea w USA) – kanadyjski scenarzysta, narrator, aktor i producent filmowy.

## Filmografia
aktor
- 1944: Pieść o Rosji jako spiker radiowy

producent
- 1938: They Live Again
- 1940: A Way in the Wilderness
- 1944: Grandpa Called It Art
- 1949: Clues to Adventure

głosy
- 1938: Passing Parade
- 1940: Dreams
- 1943: To My Unborn Son
- 1946: The Great Morgan
- 1950: Screen Actors

scenarzysta
- 1940: Trifles of Importance
- 1946: Our Old Car
- 1948: Goodbye, Miss Turlock

## Wyróżnienia
Posiada swoją gwiazdę na Hollywoodzkiej Alei Gwiazd.